# Șerban Georgescu
 CARIERĂ:
Șerban Georgescu (n. 5 aprilie 1952, București, România – d. 4 martie 2007, București, România) a fost un compozitor și realizator de emisiuni de radio român.
S-a născut la București, într-o familie de medici, a absolvit Liceul de Muzică și apoi Conservatorul, sectia Compoziție, Muzicologie, Dirijat. A absolvit, de asemenea, un curs postuniversitar de jurnalistică, debutând la radio cu emisiunea "Opt șlagăre în studio". În 1977 a devenit redactor muzical la Radio, la secția Muzică Usoară, în 1990 realizator, iar în 1996 coordonatorul muzical al postului Radio România Actualități, pozitie pe care a ocupat-o timp de șase ani. A fost membru al Uniunii Compozitorilor și Muzicologilor din România și a semnat muzica mai multor albume.
Cele mai multe compoziții au devenit șlagăre, interpretate de Carmen Rădulescu, Nico, Marcel Pavel, Andra, Simona Nae, Fuego,  Mădălina Manole, care i-a devenit soție în anul 1994. Melodii ca ‘’ Întoarce-te’’, ‘’Fată dragă’’, ‘’Te-am văzut, mi-ai plăcut’’, ‘’Prietene vals’’,  ‘’ Nu ești chiar un înger’’, ‘’ Stai lângă mine, mamă’’ au câștigat numeroase premii la festivalurile de la Mamaia sau la alte concursuri. În anul 2000, Șerban Georgescu și Mădălina Manole au interpretat melodia ‘’Vreau inima ta’’ în cadrul spectacolului ‘’Mirii Anului’’, care a avut loc la Sala Polivalentă.
La radio, numărul emisiunilor realizate de Șerban Georgescu este de ordinul miilor. Ultima emisiune realizată a fost din ciclul "Deschis duminica".
VIAȚA PERSONALĂ:
După mariajul cu Mădălina Manole, ce a durat aproape 8 ani, muzicianul s-a recăsătorit cu actrița Eniko Bartos și a devenit tatăl unei fetițe, Alessia Ana Maria. A murit, în seara zilei de 4 martie 2007, în jurul orei 20.00, în urma unui infarct suferit în locuința sa din București.